# 袁乃寛
袁 乃寛（えん ないかん/えん だいかん、1867年〈同治6年〉 - 1946年〈民国35年〉?）は、清末民初の政治家・実業家。袁世凱の腹心の部下として知られる。また、長期にわたり中日実業株式会社総裁などを務めた実業家でもあった。字は紹明。なお袁世凱とは同姓で出身地も同一ないしは近県だが、血縁関係は無い。

## 事績
1893年（光緒19年）、袁乃寛は、袁世凱に随従して朝鮮に赴任し、文書管理を担当した。このとき両者は、連宗として、互いに叔侄を称した。1895年（光緒21年）、やはり袁世凱に随従して帰国し、以後、新建陸軍で糧秣を担当する部署に就いた。以後、天津県知事、拱衛軍軍需総長、鑲紅旗蒙古副都統、籌備煤油坐弁等を歴任した。
中華民国成立後の1913年（民国2年）、陸軍中将位を授与された。1915年（民国4年）、袁世凱が皇帝即位をもくろむと、袁乃寛は籌安会会員となってこれを支持し、大典籌備処庶務主任をつとめた。護国戦争の展開に心労を抱え、袁世凱が1916年（民国5年）6月6日に病没すると、周自斉・袁乃寛・曹汝霖が葬儀委員に任命された。
1917年（民国6年）7月、張勲復辟に袁乃寛も参加したが、失敗後に逃亡を図り、捕縛されてしまう。しかし、段祺瑞により特赦された。1923年（民国12年）、曹錕の賄選に加担する。同年9月、高凌霨代理内閣において農商総長署理に任命され、翌年1月までその地位にあった。
1923年8月6日、袁乃寛は中日実業株式会社総裁に就任、以後、1939年（民国28年）5月31日に総裁・取締役から退任するまで15年以上在任した。それ以外にも実業界で袁は幅広く活動しており、華中鉱業股份有限公司常務取締役や晨報社董事長などに就任している。
政治面では、1939年（民国28年）1月30日に呉佩孚が内外記者会見を開いて「和平救国宣言」を発表した際に、袁乃寛も和平救国会連盟の構成員として同宣言に連署していると報道された。ただし、袁が連署に至るまでの経緯や活動の具体性については不詳である。そもそも、この内外記者会見自体が、張燕卿による実態を伴わない宣伝であった可能性すら指摘されている。
『河南省志 人物志』によると、北平に隠居後、1946年（民国35年）に病没したとされる。ところが徐友春主編『民国人物大辞典 増訂版』によると、1947年（民国36年）に耆英会（老人会）に参加したとある（没年については不詳としている）。

## 注
1. 1 2  河南地方志編纂委員会編（1995）による。徐主編（2007）、1107頁は、1868年（同治7年）生まれとする。
2. ↑  河南地方志編纂委員会編（1995）による。徐主編（2007）、1107頁は、袁世凱と同じ陳州府項城県（現：周口市項城市）出身としている。
3. ↑  血縁関係のない同姓同士が一族として親しく行き来する関係のこと。
4. 1 2  河南地方志編纂委員会編（1995）。
5. 1 2  徐主編（2007）、1107頁。
6. ↑  曹著、曹汝霖回想録刊行会編訳(1967)、105頁。
7. ↑  曹汝霖の上記回想によると、周自斉は当時北京に不在で、袁乃寛もほとんど表に出てこなかったため、曹一人で葬儀の準備をせざるを得なかったという。
8. ↑  印刷局編『官報』大正13年5月8日号外、43頁。
9. ↑  印刷局編『官報』昭和14年9月13日付録、22頁。
10. ↑  1938年4月創設。当初は華中鉄鉱股份有限公司という名前だった（『中支那振興会社及関係会社事業概況』、出版年不明、8頁）。
11. ↑  『朝日東亜年報 昭和十三年版』朝日新聞社、279頁ほか多数。『ポケット会社要覧 昭和十九年版』ダイヤモンド社、1944年3月、147頁でも在任を確認できる。
12. ↑  北京拠点の新聞社。
13. ↑  『北支会社年鑑 昭和17年版』、大連商工会議所、138頁。
14. ↑  「和平救国会宣言を発表 呉氏運動の動向決定 愈々近く開封に出陣」『東京朝日新聞』昭和14年（1939年）1月31日、2面。
15. ↑  詳細は呉佩孚や張燕卿の記事を参照。